# Grupo mixto (Italia)
El grupo mixto (en italiano: Gruppo Misto, GM) es un grupo parlamentario activo en ambas cámaras del Parlamento italiano, la Cámara de Diputados y el Senado. Los grupos comprenden todos los diputados y los senadores, respectivamente, que no son miembros de ningún otro grupo parlamentario. Para ellos, la membresía a los Grupos Mixtos es la opción predeterminada.
Los miembros de los Grupos mixtos pueden formar subgrupos que reflejen su afiliación partidista. Se necesitan tres diputados para la formación de un subgrupo en la Cámara, mientras que los senadores individuales pueden formar subgrupos en el Senado.

## Composición 2022-
A partir de octubre de 2022, el grupo pasó a estar formado por los siguientes miembros:

### Cámara de Diputados
| Subgrupo | Subgrupo                          | Ideología                         | Diputados 2022 | Actualidad |
| -------- | --------------------------------- | --------------------------------- | -------------- | ---------- |
|          | Minorías lingüísticas             | Regionalismo                      | 4              | 4          |
|          | Más Europa                        | Europeismo                        | 3              | 3          |
|          | Otros, independientes sin partido | Otros, independientes sin partido | 2              | 2          |
| Total    | Total                             | Total                             | 9              | 9          |

1. ↑  Regolamento della Camera dei Deputati
2. ↑  Regolamento del Senato della Repubblica

### Senado de la República
| Subgrupo | Subgrupo                          | Ideología                         | Senadores 2022 | Actualidad |
| -------- | --------------------------------- | --------------------------------- | -------------- | ---------- |
|          | Alianza Verde e Izquierda         | Política verde                    | 4              | 4          |
|          | Acción                            | Liberalismo                       | –              | 4          |
|          | Otros, independientes sin partido | Otros, independientes sin partido | 3              | 3          |
| Total    | Total                             | Total                             | 7              | 7          |

## Composición 2018–2022
Al final de la XVIII Legislatura, el grupo estaba compuesto por los siguientes miembros:

### Cámara de Diputados
| Subgrupo | Subgrupo                                          | Ideología                         | Diputados 2018 | Diputados 2022 |
| -------- | ------------------------------------------------- | --------------------------------- | -------------- | -------------- |
|          | Alternativa                                       | Populismo                         | –              | 14             |
|          | Vinciamo Italia–Italia en el Centro               | Conservadurismo liberal           | –              | 10             |
|          | Coraggio Italia                                   | Conservadurismo liberal           | –              | 11             |
|          | Acción–Más Europa–Radicales Italianos             | Liberalismo                       | –              | 6              |
|          | MAIE–PSI–FacciamoEco                              | Política verde                    | –              | 5              |
|          | Centro Democrático                                | Centrismo                         | –              | 5              |
|          | Nosotros con Italia–USEI–Renacimiento–AdC         | Conservadurismo liberal           | 4              | 5              |
|          | Europa Verde—Verdes Europeos                      | Política verde                    | –              | 5              |
|          | Minorías lingüísticas (SVP–PATT)                  | Regionalismo                      | 4              | 4              |
|          | Manifesta–Poder al Pueblo–PRC                     | Comunismo                         | –              | 4              |
|          | Lista Cívica Popular–AP–PSI–AC                    | Centrismo                         | 4              | –              |
|          | Más Europa–Centro Democrático–Radicales Italianos | Liberalismo                       | 3              | –              |
|          | Otros, independientes sin partido                 | Otros, independientes sin partido | 7              | 38             |
| Total    | Total                                             | Total                             | 16             | 107            |

1. ↑  Nombrado simplemente Nosotros con Italia al comienzo de la legislatura.

### Senado de la República
| Subgrupo | Subgrupo                                                          | Ideología                         | Senadores 2018 | Senadores 2022 |
| -------- | ----------------------------------------------------------------- | --------------------------------- | -------------- | -------------- |
|          | Italia en el Centro–IDeA–Cambiamo!–Europeistas–Nosotros de Centro | Conservadurismo liberal           | –              | 9              |
|          | Libres e Iguales                                                  | Socialdemocracia                  | 4              | 6              |
|          | Más Europa–Acción                                                 | Liberalismo                       | 1              | 5              |
|          | Coraggio Italia–MAIE                                              | Conservadurismo liberal           | –              | 3              |
|          | Italexit para Italia–Partido del Valor Humano                     | Euroescepticismo                  | –              | 4              |
|          | Manifesta–Poder al Pueblo–PRC                                     | Comunismo                         | –              | 2              |
|          | PSI–MAIE–USEI                                                     | Socialdemocracia                  | 3              | –              |
|          | Otros, independientes sin partido                                 | Otros, independientes sin partido | 4              | 14             |
| Total    | Total                                                             | Total                             | 12             | 42             |

1. ↑  Nombrado simplemente Más Europa al comienzo de la legislatura.

## Composición 2013–2018
A partir de marzo de 2018, los grupos incluyeron 62 diputados y 28 senadores. La entonces Presidenta de la Cámara de Diputados, Laura Boldrini, pertenecía al Grupo Mixto.
Al final de la XVII Legislatura, el grupo estaba compuesto por los siguientes miembros:

### Cámara de Diputados
| Subgrupo | Subgrupo                             | Ideología                         | Diputados 2013 | Diputados 2018 |
| -------- | ------------------------------------ | --------------------------------- | -------------- | -------------- |
|          | Minorías Lingüísticas (SVP–PATT–SA)  | Regionalismo                      | 5              | 6              |
|          | Centro Democrático                   | Izquierda cristiana               | 5              | –              |
|          | Partido Socialista Italiano–PLI      | Socialdemocracia                  | 4              | 3              |
|          | Italianos en el Exterior (MAIE–USEI) | Centrismo                         | 3              | –              |
|          | Cívicos e Innovadores–EpI            | Centrismo                         | –              | 14             |
|          | Dirección Italia                     | Conservadurismo liberal           | –              | 10             |
|          | Unión de Centro–IdeA                 | Democracia cristiana              | –              | 6              |
|          | Alternativa Libre                    | Democracia directa                | –              | 5              |
|          | Otros, independientes sin partido    | Otros, independientes sin partido | 1              | 18             |
| Total    | Total                                | Total                             | 18             | 62             |

### Senado de la República
| Subgrupo | Subgrupo                                         | Ideología                         | Senadores 2013 | Senadores 2018 |
| -------- | ------------------------------------------------ | --------------------------------- | -------------- | -------------- |
|          | Izquierda Ecología Libertad / Izquierda Italiana | Socialismo democrático            | 7              | 7              |
|          | Italia de los Valores                            | Populismo                         | –              | 2              |
|          | Juntos por Italia                                | Liberalismo                       | –              | 2              |
|          | Hermanos de Italia                               | Conservadurismo nacionalista      | –              | 1              |
|          | Campo Progresista                                | Progresismo                       | –              | 1              |
|          | Movimiento X                                     | Populismo                         | –              | 1              |
|          | Liguria Cívica                                   | Liberalismo                       | –              | 1              |
|          | Movimiento Más Apulia                            | Regionalismo                      | –              | 1              |
|          | Otros, independientes sin partido                | Otros, independientes sin partido | 4              | 12             |
| Total    | Total                                            | Total                             | 11             | 28             |

## Composición 2008–2013
Al final de la XVI Legislatura, el grupo fue compuesto por los siguientes miembros:

### Cámara de Diputados
| Subgrupo | Subgrupo                                                   | Ideología                         | Diputados 2008 | Diputados 2013 |
| -------- | ---------------------------------------------------------- | --------------------------------- | -------------- | -------------- |
|          | Movimiento por las Autonomías                              | Regionalismo                      | 8              | 4              |
|          | Minorías Lingüísticas (SVP–ALD)                            | Regionalismo                      | 3              | 3              |
|          | Gran Sur–PPA                                               | Regionalismo                      | –              | 10             |
|          | Italia Libre–Liberales por Italia–Partido Liberal Italiano | Liberalismo                       | –              | 10             |
|          | Derechos y Libertad                                        | Socialdemocracia                  | –              | 5              |
|          | Centro Democrático                                         | Centrismo                         | –              | 4              |
|          | FareItalia para la Constituyente Popular                   | Conservadurismo nacionalista      | –              | 4              |
|          | Partido Republicano Italiano                               | Liberalismo                       | –              | 4              |
|          | Liberal Demócratas–MAIE                                    | Centrismo                         | –              | 3              |
|          | Autonomía Sur–Liga Sur Ausonia                             | Autonomismo                       | –              | 3              |
|          | Iniciativa Liberal                                         | Liberalismo                       | –              | 3              |
|          | Otros, independientes sin partido                          | Otros, independientes sin partido | 3              | 18             |
| Total    | Total                                                      | Total                             | 14             | 53             |

### Senado de la República
| Subgrupo | Subgrupo                                       | Ideología                         | Senadores 2008 | Senadores 2013 |
| -------- | ---------------------------------------------- | --------------------------------- | -------------- | -------------- |
|          | Movimiento por las Autonomías                  | Regionalismo                      | 2              | 3              |
|          | Movimiento Territorial de las Personas Comunes | Federalismo                       | –              | 2              |
|          | Participación Democrática                      | Centrismo                         | –              | 2              |
|          | Partido Republicano Italiano                   | Liberalismo                       | –              | 1              |
|          | Derechos y Libertad                            | Socialdemocracia                  | –              | 1              |
|          | Movimiento Socialista Autonomista              | Autonomismo                       | –              | 1              |
|          | Partido de los Pensionistas                    | Intereses de los Pensionistas     | –              | 1              |
|          | Unión Democrática por los Consumidores         | Centrismo                         | –              | 1              |
|          | Otros, independientes sin partido              | Otros, independientes sin partido | 4              | 6              |
| Total    | Total                                          | Total                             | 6              | 18             |

## Composición 2006–2008
Al final de la XV Legislatura, el grupo fue compuesto por los siguientes miembros:

### Cámara de Diputados
| Subgrupo | Subgrupo                             | Ideología                         | Diputados 2006 | Diputados 2008 |
| -------- | ------------------------------------ | --------------------------------- | -------------- | -------------- |
|          | Movimiento por las Autonomías        | Regionalismo                      | 5              | 6              |
|          | Minorías Lingüísticas (SVP–PATT–ALD) | Regionalismo                      | 5              | 5              |
|          | La Derecha                           | Conservadurismo nacionalista      | –              | 4              |
|          | Otros, independientes sin partido    | Otros, independientes sin partido | 3              | 8              |
| Total    | Total                                | Total                             | 13             | 18             |

### Senado de la República
| Subgrupo | Subgrupo                                | Ideología                         | Senadores 2006 | Senadores 2008 |
| -------- | --------------------------------------- | --------------------------------- | -------------- | -------------- |
|          | Italia de los Valores                   | Anticorrupción                    | 5              | 3              |
|          | Autonomías (SVP–RV)                     | Regionalismo                      | 4              | –              |
|          | Populares UDEUR                         | Democracia cristiana              | 3              | 2              |
|          | Movimiento por las Autonomías           | Regionalismo                      | 2              | –              |
|          | Democracia Cristiana por las Autonomías | Democracia cristiana              | 2              | –              |
|          | Partido Demócrata del Sur               | Autonomismo                       | 1              | 1              |
|          | La Derecha                              | Conservadurismo nacionalista      | –              | 3              |
|          | Partido Socialista                      | Socialdemocracia                  | –              | 3              |
|          | Liberal Demócratas                      | Liberalismo                       | –              | 3              |
|          | Unión Democrática por los Consumidores  | Centrismo                         | –              | 2              |
|          | Italianos en el Mundo                   | Centrismo                         | –              | 1              |
|          | Movimiento Político de los Ciudadanos   | Populismo                         | –              | 1              |
|          | Izquierda Crítica                       | Trotskismo                        | –              | 1              |
|          | Movimiento Federativo Cívico Popular    | Democracia cristiana              | –              | 1              |
|          | Otros, independientes sin partido       | Otros, independientes sin partido | 7              | 10             |
| Total    | Total                                   | Total                             | 24             | 32             |

## Composición 2001–2006
Al final de la XIV Legislatura, el grupo estaba compuesto por los siguientes miembros:

### Cámara de Diputados
| Subgrupo | Subgrupo                            | Ideología                         | Diputados 2001 | Diputados 2006 |
| -------- | ----------------------------------- | --------------------------------- | -------------- | -------------- |
|          | Partido de los Comunistas Italianos | Comunismo                         | 10             | 10             |
|          | Socialistas Demócratas Italianos    | Socialdemocracia                  | 9              | 11             |
|          | Federación de los Verdes            | Política verde                    | 8              | 7              |
|          | Minorías Lingüísticas (SVP–UV)      | Regionalismo                      | 5              | 5              |
|          | Nuevo Partido Socialista Italiano   | Socialdemocracia                  | 3              | 6              |
|          | Unión de Demócratas por Europa      | Democracia cristiana              | –              | 11             |
|          | Ecologistas Democráticos            | Ecologismo                        | –              | 4              |
|          | Movimiento Republicanos Europeos    | Socioliberalismo                  | –              | 3              |
|          | Otros, independientes sin partido   | Otros, independientes sin partido | 7              | 7              |
| Total    | Total                               | Total                             | 41             | 64             |

### Senado de la República
| Subgrupo | Subgrupo                                | Ideología                         | Senadores 2001 | Senadores 2006 |
| -------- | --------------------------------------- | --------------------------------- | -------------- | -------------- |
|          | Socialistas Demócratas Italianos        | Socialdemocracia                  | 6              | 6              |
|          | Partido de la Refundación Comunista     | Comunismo                         | 4              | 4              |
|          | Partido de los Comunistas Italianos     | Comunismo                         | 2              | 2              |
|          | Alianza Lombarda                        | Regionalismo                      | 1              | 1              |
|          | Nuevo Partido Socialista Italiano       | Socialdemocracia                  | 1              | 1              |
|          | Partido Republicano Italiano            | Socioliberalismo                  | 1              | 1              |
|          | Llama Tricolor                          | Neofascismo                       | 1              | 1              |
|          | Libertad y Justicia para El Olivo       | Socialdemocracia                  | 1              | 2              |
|          | Movimiento del Territorio Lombardo      | Regionalismo                      | 1              | –              |
|          | Unión de Demócratas por Europa          | Democracia cristiana              | –              | 5              |
|          | Italia de los Valores                   | Anticorrupción                    | –              | 2              |
|          | Casa de las Libertades                  | Conservadurismo                   | –              | 1              |
|          | Democracia Cristiana por las Autonomías | Democracia cristiana              | –              | 1              |
|          | Otros, independientes sin partido       | Otros, independientes sin partido | 5              | 7              |
| Total    | Total                                   | Total                             | 23             | 34             |

## Composición 1996–2001
Al final de la XIII Legislatura, el grupo estuvo compuesto por los siguientes miembros:

### Cámara de Diputados
| Subgrupo | Subgrupo                                                 | Ideología                         | Diputados 1996 | Diputados 2001 |
| -------- | -------------------------------------------------------- | --------------------------------- | -------------- | -------------- |
|          | Federación de los Verdes                                 | Política verde                    | 14             | 12             |
|          | Minorías Lingüísticas (SVP–UV)                           | Regionalismo                      | 5              | 5              |
|          | La Red                                                   | Izquierda cristiana               | 3              | –              |
|          | Partido de la Refundación Comunista                      | Comunismo                         | –              | 14             |
|          | Centro Cristiano Democrático                             | Democracia cristiana              | –              | 12             |
|          | Socialistas Italianos / Socialistas Demócratas Italianos | Socialdemocracia                  | –              | 8              |
|          | Cristianos Democráticos Unidos                           | Democracia cristiana              | –              | 6              |
|          | Renovación Italiana                                      | Liberalismo                       | –              | 6              |
|          | Federalistas, Demócratas Liberales y Republicanos        | Liberalismo                       | –              | 4              |
|          | Segni Pact – Reformadores                                | Democracia cristiana              | –              | 3              |
|          | Otros, independientes sin partido                        | Otros, independientes sin partido | 4              | 24             |
| Total    | Total                                                    | Total                             | 26             | 94             |

### Senado de la República
| Subgrupo | Subgrupo                                                 | Ideología                         | Senadores 1996 | Senadores 2001 |
| -------- | -------------------------------------------------------- | --------------------------------- | -------------- | -------------- |
|          | Minorías Lingüísticas (SVP–UV)                           | Regionalismo                      | 3              | 3              |
|          | Llama Tricolor                                           | Neofascismo                       | 1              | 1              |
|          | Partido Sardo de Acción                                  | Nacionalismo sardo                | 1              | 1              |
|          | Liga de las Regiones                                     | Regionalismo                      | 1              | 1              |
|          | La Red                                                   | Izquierda cristiana               | 1              | –              |
|          | Grupo Comunista                                          | Comunismo                         | –              | 6              |
|          | Renovación Italiana                                      | Liberalismo                       | –              | 6              |
|          | Los Demócratas                                           | Centrismo                         | –              | 5              |
|          | Partido de la Refundación Comunista                      | Comunismo                         | –              | 3              |
|          | Socialistas Italianos / Socialistas Demócratas Italianos | Socialdemocracia                  | –              | 3              |
|          | Centro Reformista                                        | Democracia cristiana              | –              | 2              |
|          | Cristianos Democráticos Unidos                           | Democracia cristiana              | –              | 1              |
|          | Lista Pannella                                           | Liberalismo                       | –              | 1              |
|          | Italia de los Valores                                    | Anticorrupción                    | –              | 4              |
|          | Unión Popular Democrática                                | Democracia cristiana              | –              | 1              |
|          | Otros, independientes sin partido                        | Otros, independientes sin partido | 8              | 8              |
| Total    | Total                                                    | Total                             | 15             | 43             |